# ドニー・クレベルス
ドニー・クレベルス（Donny "The Don" Crevels、1974年2月6日 − ）はオランダのレーシングドライバー。アムステルダム出身。ヨーロピアン・ル・マン・シリーズやFIA GT選手権などで活躍した。ダニーと表記がなされる場合もある。
1998年、彼はプレマ・パワーチーム よりイタリア・フォーミュラ3選手権に参戦してタイトルを獲得。それ以前では、ザントフォールト・サーキットで、トム・コロネルと並んで1994年のEFDAネイションズカップで優勝した。このペアは翌年のランナーだった。 2004年、彼はBRL V6ツーリングカーシリーズの初優勝者であった。

## レース戦績

### ル・マン24時間
| 年     | チーム                       | コ・ドライバー                                   | 車両                            | クラス | 周回 | 綜合順位 | クラス順位 |
| ------ | ---------------------------- | ------------------------------------------------ | ------------------------------- | ------ | ---- | -------- | ---------- |
| 2001年 | レーシング・フォー・ホラント | ヤン・ラマース ヴァル・ヒレブランド              | 童夢・S101-ジャッド             | LMP900 | 156  | DNF      | DNF        |
| 2005年 | スパイカー スコードロン      | ペーター・ヴァン・メルクティンSr. トム・コロネル | スパイカー・C8 スパイダー GT2-R | GT2    | 76   | DNF      | DNF        |
| 2006年 | スパイカー スコードロン      | ピーター・ダンブレック トム・コロネル            | スパイカー・C8 スパイダー GT2-R | GT2    | 40   | DNF      | DNF        |